# Тарденуазская культура
Тарденуазская культура — западноевропейская мезолитическая культура 9—4 тысячелетий до н. э. Описана в 1896 году. Представлена стоянками охотников и собирателей. Нередки находки мусорных куч из раковин моллюсков. Генетически связана с предшествующей совтерской культурой, но заметно сильное влияние североафриканской капсийской культуры.
Антропологический тип — смягчённый кроманьоидный. На Иберийском полуострове, а также в южной Германии, в могильниках встречаются следы негроидного влияния. Приходит в упадок под давлением двух крупных волн миграции со среднего востока — носителей культур кардиальной керамики (на юге) и линейно-ленточной керамики (на севере).
Названа по городку Фер-ан-Тарденуа в регионе Тарденуа (фр.), во Франции, где были найдены первый характерные артефакты.